# Blaue Scheune

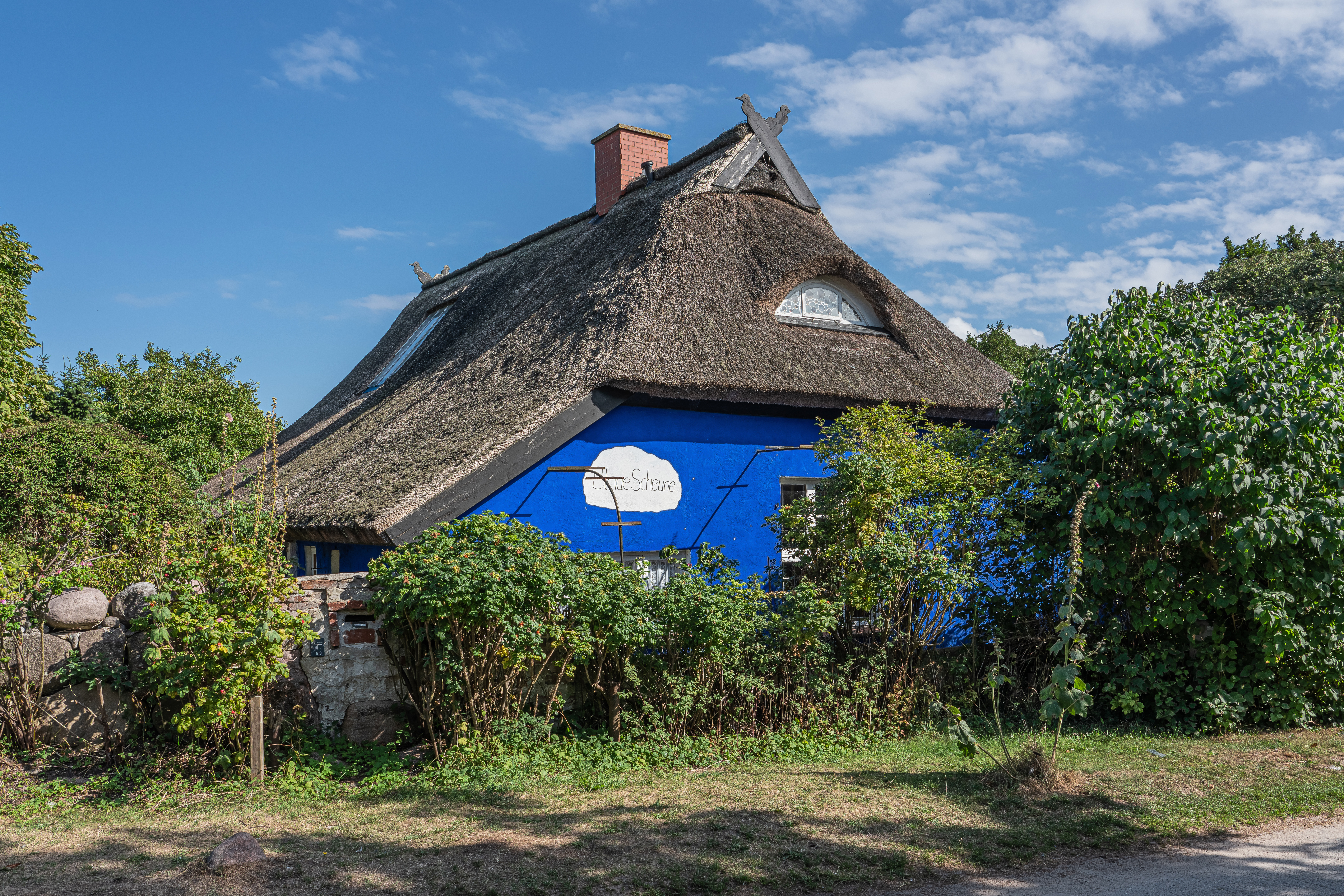
Die Blaue Scheune in Vitte

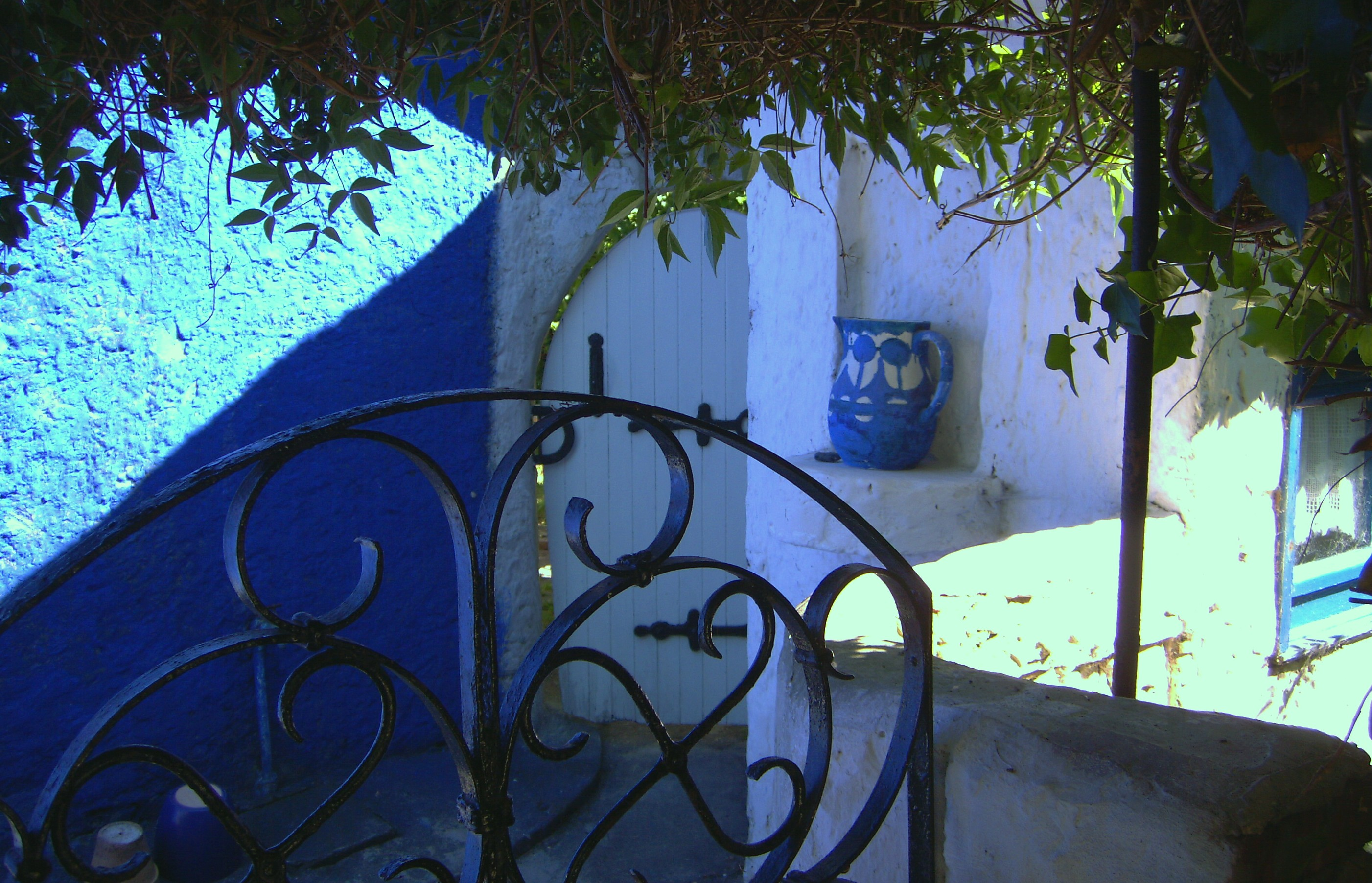
Rückseite

Die Blaue Scheune in Vitte auf der Ostseeinsel Hiddensee ist in ihrer ursprünglichen Anlage ein niederdeutsches Hallenhaus aus dem 18. Jahrhundert. Es war ursprünglich eine Fischerkate, diente dann als Scheune eines Müller- und Bäckermeisters und wurde schließlich als Atelier genutzt.

## Neuere Geschichte
Um 1920 war das Gebäude im Besitz von Waldemar Schwartz, einem kunstinteressierter Bäckermeister und Müller, der auch die Windmühle in Vitte besaß und daneben eine Pension für Feriengäste betrieb. Er nutzte das Haus zuletzt nur noch als Scheune und verkaufte es 1920 an die Malerin Henni Lehmann. Sie gilt auch als Urheberin des blauen Anstrichs, dem das Haus bis heute seinen Namen verdankt. Bekannt wurde die Blaue Scheune durch regelmäßige Ausstellungen des Hiddensoer Künstlerinnenbundes. Diesem Kreis eng verbunden war neben Katharina Bamberg, Clara Arnheim und Elisabeth Andrae auch die bekannteste Hiddensee-Malerin Elisabeth Büchsel.
Angesichts der Verfolgung durch das NS-Regime verkaufte Henni Lehmann die Scheune 1934 an Elisabeth Niemeier (geb. Häring, verw. Mendel, 1879–1962), die geschiedene Ehefrau des Malers Nikolaus Niemeier (1876–1934). Diese bewahrte die Scheune und das Erbe des Künstlerinnenbundes bis zu ihrer Übersiedelung 1952 in den Westen.
In den 1950er Jahren erwarb der Maler Günter Fink das geschichtsträchtige Haus und lebte dort bis zu seinem Tod im Januar 2000.
Die Blaue Scheune ist das letzte erhaltene Rauchhaus, so genannt, weil es keinen Kamin gab und der Rauch durch Ritzen und Spalten im Dach abzog.